# Cash (film 2007)
Cash è un film del 2007 diretto da Anubhav Sinha. Prodotto in India da Anubhav Sinha, Sohail Maklai e Anish Ranjan.
La pellicola vede protagonisti numerosi attori ed attrici di primo piano nel panorama cinematografico di Bollywood, come Ajay Devgn, Ritesh Deshmukh, Suniel Shetty, Shamita Shetty, Zayed Khan, Esha Deol e Diya Mirza oltre che Ayesha Takia in un cameo.
Il film è ambientato a Città del Capo, in Sudafrica.